# Koijärvi
Koijärvi är en före detta kommun i Tavastland. Sedan kommunsammanslagningen år 1969 tillhör Koijärvi till största delen Forssa stad. En mindre del förenades med Urdiala kommun.

## Sjön Koijärvi och Koijärvi-rörelsen

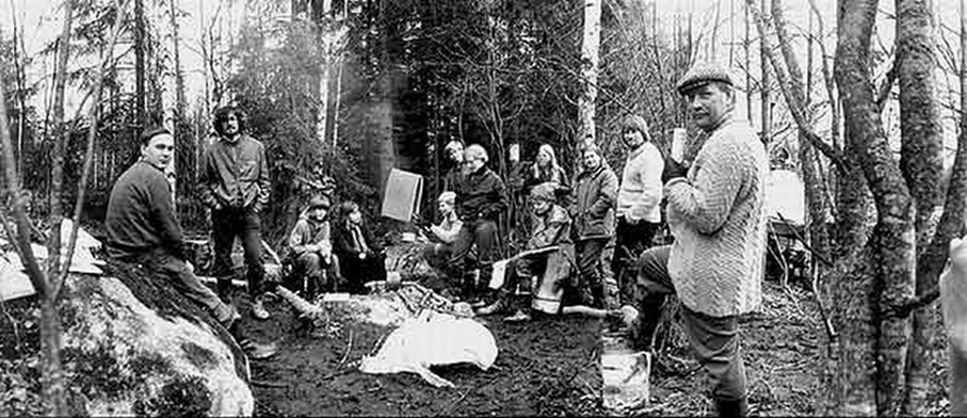
Några av aktivisterna vid Koijärvi 21 april 1979.

Sjön Koijärvi är en viktig fågelsjö, som numera hör till Natura 2000-nätverket. Sjön är grund och höll sedan länge på att torka ut, då markägarna på 1970-talet ansökte om tillstånd att slutgiltigt torka ut sjön. 1979 tog de saken i egna händer, då behandlingen i vattendomstolen drog ut på tiden. En folkrörelse uppstod: man dämde upp utloppet som markägarna grävt djupare, kedjade sig fast i arbetsmaskiner och lyckades till slut förhindra uttorkningen. Ett hundratal av aktivisterna dömdes till böter för bland annat motstånd mot myndigheter.
Händelserna fick viktiga följder för politiken i Finland. Finlands miljöförvaltning bildades 1983, delvis på grund av händelserna. Koijärvi-rörelsen ses som föregångare till den gröna rörelsen i Finland, numera manifesterad i partiet Gröna förbundet. En del av förgrundsfigurerna, såsom Ville Komsi och Osmo Soininvaara, valdes senare in i riksdagen.